# Prochyliza inca
Prochyliza inca är en tvåvingeart som beskrevs av Mcalpine 1977. Prochyliza inca ingår i släktet Prochyliza och familjen ostflugor.
Artens utbredningsområde är Ecuador. Inga underarter finns listade i Catalogue of Life.